# Clara Ward
Clara Ward (Philadelphia (Pennsylvania), 21 april 1924 – Los Angeles, 16 januari 1973) was een Amerikaanse gospelzangeres, componiste en arrangeur.

## Biografie
Clara Wards moeder Gertrude Ward (1901-1981) formeerde in 1931 The Ward Singers, bestaande uit haarzelf en haar dochters Clara en Willa. Ze traden op onder verschillende namen, zoals The Consecrated Gospel Singers en The Ward Trio. Naast haar verplichtingen met het Ward Trio maakte Clara in 1940 haar eerste solo-opnamen.
Vanaf 1943 waren de Ward Singers landelijk onderweg door de Verenigde Staten. In 1947 trok Willa Ward zich terug en haar plaats werd ingenomen door Henriëtta Waddy. Iets later werd het trio met Marion Williams een kwartet. In 1948 verschenen de eerste opnamen van de groep. In 1950 traden Clara Ward and the Famous Ward Singers voor de eerste keer op in de New Yorkse Carnegie Hall, samen met grootheden als Mahalia Jackson.
Terwijl Gertrude Ward de organisatie van de optredens en tournees op zich nam, was Clara Ward verantwoordelijk voor het muzikale gebeuren. Er werden verdere zangeressen gecontracteerd en er werd zelfs een tweede groep met de naam The Clara Ward Specials samengesteld. De overige zangeressen werden door Gertrude Ward echter zeer slecht betaald. In 1958 leidde dit tot een breuk. Marion Williams, Henrietta Waddy, Frances Steadman en Kitty Parham verlieten de Ward Singers en formeerden hun eigen zanggroep The Stars of Faith. Daarna verminderde het succes van de Ward Singers. Tijdens de jaren 1960 traden ze op in nachtclubs en in Las Vegas (Nevada), waardoor ze veel van hun religieuze aanhang kwijtraakten.
Nu en dan zong Clara Ward bij de opnamen van andere artiesten in het koor, zoals bij Dee Dee Sharps nummer 1-hit Mashed Potato Time (1962). In 1963 was ze de eerste gospelzangeres, die optrad op Broadway. Ze was ook de eerste gospelzangeres, die opnamen maakte met een symfonieorkest. Tijdens de jaren 1960 concentreerde ze zich meer op de populaire muziek.
In 1968 speelde Ward in de Hollywood-film A Time to Sing met Hank Williams sr. in de hoofdrol. In 1968 en 1969 traden de Ward Singers in opdracht van de Amerikaanse regering op in Vietnam voor de Amerikaanse soldaten. Tijdens deze periode gaven ze wereldwijde tournees. Televisie-optredens waren aan de orde van de dag.
Begin jaren 1970 trok Clara Ward zich naar aanleiding van haar slechte gezondheid terug uit de muziekbusiness.

## Onderscheidingen
In 1977 werd Clara Ward postuum opgenomen in die Songwriters Hall of Fame. In 1998 verscheen in de Verenigde Staten een 32-cent postzegel met haar portret.

## Overlijden
Clara Ward overleed in januari 1973 op 48-jarige leeftijd na twee beroertes. Tijdens haar begrafenis in Philadelphia zongen Aretha Franklin en dominee C.L. Franklin, die tot Clara's nauwste vrienden behoorden. Marion Williams trad enkele dagen later op tijdens een herdenkingsdienst.